# Séisme de 1668 au Shandong
Le séisme de 1668 au Shandong, également connu sous le nom du Grand tremblement de terre au Tancheng (chinois : 郯城大地震 ; pinyin : Tánchéng dà dìzhèn), était un séisme très puissant qui a frappé la province du même nom, en Chine le 25 juillet 1668. Il avait une magnitude estimée de 8,5 Mw et l'intensité maximale ressentie était de XII (Extrême) sur l'échelle d'intensité de Mercalli modifiée. L'épicentre du séisme se trouvait juste au nord-est de la ville de Linyi. Elle a fait environ 43 000-50 000 morts et la dévastation était très répandue à travers la province et au-delà. C'est le séisme le plus fort de Chine de l'Est est le deuxième plus fort de Chine.

## Seisme
La rupture sismique s'est produite le long de la faille Yishu, longue de 360 km, un segment de la zone de faille Tan-Lu. La zone de faille Tan-Lu s'est formée au Mésozoïque. Son taux de glissement a été estimé à moins de 1 à 2,6 mm par an,. Lors du tremblement de terre, la faille de Yishu s'est rompue et a produit un décalage moyen de 9 mètres. Le sens de glissement était principalement un décrochement dextre avec une petite composante de poussée. L'inversion sismique suggère une zone de rupture de 160 km × 32 km sur une faille presque verticale d'orientation nord-sud. Une profondeur d'hypocentre comprise entre 22 et 28 km a été suggérée. Trois répliques se sont produites le 26 juillet et le 18 septembre 1688 ; estimé à Ms 6,25 et 6,0, respectivement. Une autre réplique s'est produite en 1672, estimée à Ms 6,0.
Une étude paléosismique de la zone de faille en 1987 suggère que le même segment était à l'origine d'un tremblement de terre de taille similaire en 6280 av. J.-C.. La même faille pourrait également avoir provoqué le tremblement de terre de Haicheng en 1975, à Haicheng, à 700 km au nord de cet événement. Un autre tremblement de terre destructeur en 1969 s'est également produit le long de la zone de faille de Tan-Lu.

## Impact
| Lieux    | Morts                                 |
| -------- | ------------------------------------- |
| Ju       | >20 000                               |
| Tancheng | >8 700                                |
| Linyi    | >6 900                                |
| Zhucheng | >2 700                                |
| Dongying | >1 000                                |
| Laiwu    | La plupart de la population est morte |
| Jiaozhou | >90                                   |
| Weifang  | >470                                  |
| Yishui   | 1 725                                 |
| Jimo     | 653                                   |
| Zhucheng | >100                                  |
| Yutai    | 140                                   |
| Sishui   | >100                                  |

Le tremblement de terre a été ressenti dans 379 comtés, dont 29 ont subi des dégâts catastrophiques. Cela a également touché le Jiangsu, l'Anhui, le Zhejiang, le Fujian, le Jiangxi, le Hubei, le Henan, le Hebei, le Shanxi, le Shaanxi, le Liaoning et la Corée. Il y avait une zone radiale de dégâts de 1 000 km autour de Tancheng, Linyi et le comté de Ju. Elle est considérée comme l’une des plus destructrices de l’histoire chinoise. Le tremblement de terre a produit de fortes secousses classées XII (Extrême) sur l'échelle d'intensité de Mercalli modifiée, la secousse la plus destructrice qu'un tremblement de terre puisse provoquer. L'intensité sismique dépassait ficie de 16 800 km2 et correspondant à une zone de forme elliptique le long de la zone de faille.
Rien que dans le comté de Ju, plus de 20 000 personnes ont été tuées. Les résidences et les résidences officielles ont été détruites. Les écoles, les temples, les entrepôts et les murs de la ville se sont effondrés. À Mashi, Wulugu, Yanjiagu, Shifengdo, Keluodo et Maqi, des glissements de terrain se sont produits sur les collines. Un affaissement et un effondrement généralisés des terres se sont produits. Des fissures atteignant 1 mètre de largeur et des centaines de mètres de longueur ont été observées. Une fissure mesurait 7,5 km de Guanzhuang à Gehu le long d'une falaise fluviale. Il rejetait de la poussière, du sable et de l'eau. Dans trois puits, l'eau a été éjectée à 1 mètre dans l'air.
À Tancheng, les remparts, les bâtiments gouvernementaux, les maisons, une tour de guet, les temples et les entrepôts ont été entièrement détruits. Plus de 8 700 personnes sont mortes. Les fissures seraient si larges que les gens ne pourraient pas marcher dessus. Le fond de ces fissures était également trop profond pour être vu. L'eau a jailli du sol jusqu'à une hauteur de 10 mètres. À Lizhuang, une ville du comté, un affaissement massif s'est produit.
À Linyi, aucune maison, aucun mur d’enceinte et aucun temple n’ont été laissés intacts. Il y a eu plus de 6 900 décès signalés. On disait que de l'eau noire sortait des fissures. L'eau jaillit des puits et forma une piscine mesurant 15 à 20 mètres de largeur. De nombreux murs des villes voisines sont tombés et certaines parties ont été inondées par le débordement des rivières et des puits. Des fissures ont provoqué des éruptions d'eau et de sable, ensevelissant les maisons. De nombreux animaux sont également morts. De lourds dégâts se sont produits à Ganyu.

## Tsunami
Les documents historiques ont également documenté un probable tsunami dans la région. Il a été signalé que des villes côtières ont été inondées et que les rivières ont débordé.

## Réponse
L'empereur Kangxi a ordonné à son ministère de gérer les efforts de secours. Dans 40 préfectures et comtés, les taxes ont été supprimées. Plus de 227 300 taels d'argent ont été émis.